# 17842 Jorgegarcia
17842 Jorgegarcia è un asteroide della fascia principale. Scoperto nel 1998, presenta un'orbita caratterizzata da un semiasse maggiore pari a 2,6294832 UA e da un'eccentricità di 0,1438482, inclinata di 5,49161° rispetto all'eclittica.